# Dorothy Savile Boyle
Dorothy Savile Boyle, condesa de Burlington y condesa de Cork (Londres, 13 de septiembre de 1699-21 de septiembre de 1758): 116  fue una noble británica y oficial de la corte, además de caricaturista y retratista. 
Con un gran interés en las artes, fue mecenas de David Garrick y George Frideric Handel. Savile Row, desarrollada en el límite de la finca Burlington House, fue nombrada en su honor con su apellido de soltera, Savile.

## Biografía
Dorothy era hija de William Savile, segundo marqués de Halifax y de su segunda esposa Mary Finch, cuyo padre era Daniel Finch, séptimo conde de Winchilsea.: 116, 130  Fue coheredera de la herencia de su padre.: 116 
Sus dos hermanos murieron cuando eran jóvenes. Tenía una hermana, Mary, que se casó con Sackville, conde de Thanet. También tenía una media hermana, Anne (casada con el tercer conde de Ailesbury), del primer matrimonio de su padre con Elizabeth Grimston, hija de Sir Samuel Grimston.: 468 

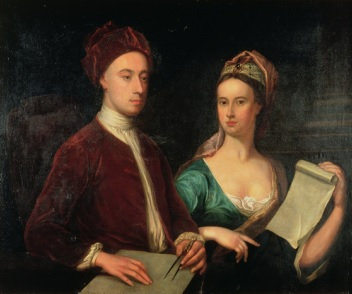
William Aikman, Richard Boyle y Lady Dorothy Savile, 1723, Museo y Galería de Arte Harris, Preston, Lancashire

Se casó con Richard Boyle, tercer conde de Burlington el 21 de marzo de 1721 y aportó al matrimonio una dote sustancial e interés compartido por el teatro y la música.: 70  Disfrutaba de la ópera, teatro y fue mecenas de las artes, entre ellos David Garrick y George Frideric Handel. Su escritor favorito era John Gay.
Poco después de casarse, comenzó a modernizar Chiswick House.: 70  El matrimonio también vivió en Londesborough, East Riding of Yorkshire y en Londres en Burlington House.
Dorothy Savile murió el 21 de septiembre de 1758, a los 59 años.

## Artista

Dorothy Savile, Retrato de Lady Charlotte Boyle, marquesa de Hartington (1731-1754), alrededor de 1740, Chatsworth House. Obra atribuida a la condesa

Estudió cómo dibujar y pintar retratos con William Kent e hizo copias de buenos retratos para desarrollar su talento. Kent, que vivió con Savile y Boyle durante 30 años, estudió pintura en Roma y, además de artista, fue diseñador y paisajista.
Fue una caricaturista talentosa y hacía buenos, aunque rápidos, retratos. Horace Walpole mencionó: «Dibujó con crayones y logró admirablemente las semejanzas; pero trabajar con demasiada rapidez no le hizo justicia a su genio. Tenía un talento poco común para la caricatura».

## Savile Row

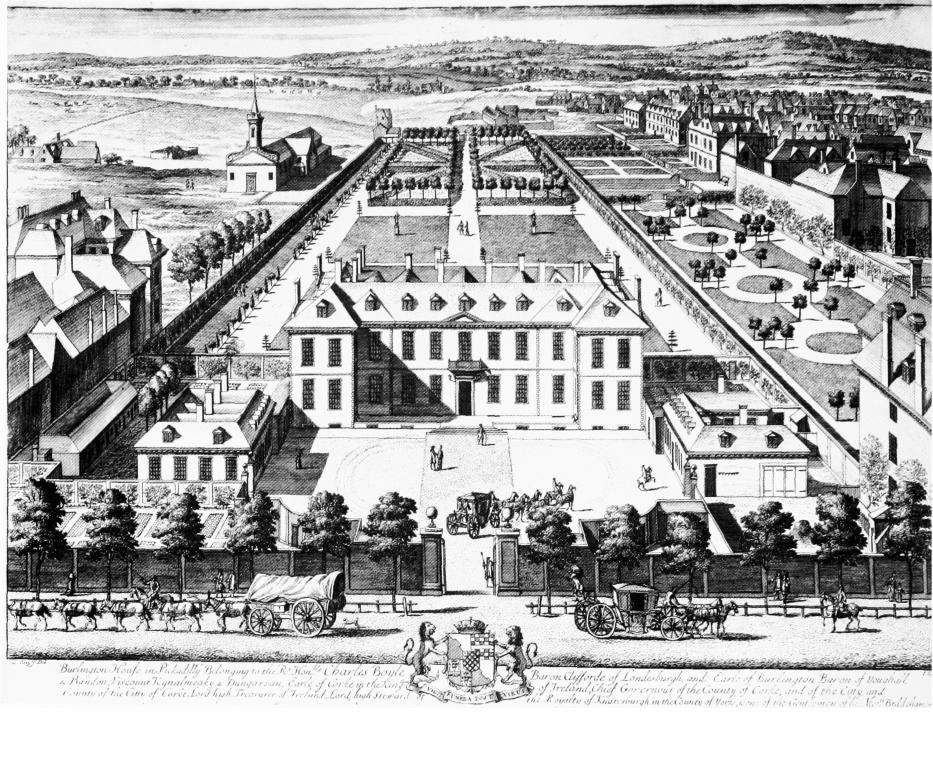
Una vista de Burlington House en la década de 1690, que formaba la pieza central de Burlington Estate.

Savile Row es una calle situada en Mayfair, Londres.
Boyle elaboró planes para una nueva calle para casas adosadas. The Daily Post informaba el 12 de marzo de 1733 que se construirían nuevos edificios en Savile Street en Mayfair, Londres. El proyecto de Burlington Estate recibió su nombre del apellido de soltera de Lady Dorothy Boyle, Savile. Savile Row se construyó en 1735 en un terreno de dominio absoluto conocido como Diez Acres que pertenecía a un sastre comerciante, William Maddox. A finales del siglo XVIII, era un centro de sastrerías de alta calidad.